# Francesco Moraglia
Francesco Moraglia (* 25. května 1953, Janov) je italský římskokatolický duchovní, teolog, a v současné době patriarcha benátský.

## Životopis
Narodil se 25. května 1953 v Janově. Navštěvoval Janovský seminář a 29. června 1977 byl kardinálem Giuseppe Sirim vysvěcen na kněze. Na Papežské univerzitě Urbaniana pokračoval ve svých studiích, kde roku 1981 získal doktorát z dogmatické teologie. Od roku 1977 do roku 1978 učil v arcidiecézním vyšším semináři.
V letech 1979 až 1988 byl asistentem farního kněze ve farnosti v centru Janova a do roku 1986 byl také profesorem dogmatické teologie Teologické fakulty Severní Itálie. Poté byl profesorem a později děkanem Ligurského institutu náboženských studií. Roku 1996 byl jmenován ředitelem Diecézního úřadu pro kulturu. V roce 2001 se stal členem Rady Janovských diecézních kněžích.
Od roku 2003 sloužil jako konzultor Kongregace pro klérus. Roku 2004 byl jmenován kanovníkem katedrální kapitoly. Kromě výuky na Teologické fakultě Severní Itálie a Ligurského institutu náboženských studií, byl také v době jeho jmenování biskupem ředitelem "Didascaleionu" Centru studií a pomáhal ve velké farnosti v centru Janova.
Dne 6. prosince 2007 byl jmenován biskupem diecéze La Spezia–Sarzana–Brugnato. Biskupské svěcení přijal 3. února 2008 z rukou kardinála Angela Bagnasca a spolusvětiteli byli arcibiskup Mauro Piacenza a biskup Bassano Staffieri. Uveden do úřadu byl 1. března 2008.
Funkci biskupa La Spezia–Sarzana–Brugnato vykonával do 31. ledna 2012, kdy byl papežem Benediktem XVI. ustanoven patriarchou benátským. Slavnostní uvedení do úřadu bylo dne 25. března 2012.
V úterý 18. září 2012 byl papežem Benediktem jmenován k pomoci jako jeden z papežsky jmenovaných Synodních otců, pro nadcházející 13. Řádné generální shromáždění Biskupského sněmu O nové evangelizaci.
Stejně jako předcházejícím patriarchům Benátek, je dovoleno nosit červené roucho, i když není povýšen na kardinála. Červený biret je však zakončen střapcem, jako je to obvyklé i u jiných biskupů.

## Dílo
- F. Moraglia, M.A. Falchi Pellegrini (a cura di), Genova i motivi della speranza, Marietti 1820, Genova 1998.
- F. Moraglia, A.M. Tripodi (a cura di), Chiesa e Città, Marietti 1820, Genova 1999.
- G. Marini, F. Moraglia, Dio mi basta. Monsignor Tommaso Reggio, Marietti 1820, Genova 2000.
- F. Moraglia, Santa Caterina, teologa del purgatorio. Fedeltà alla Chiesa e originalità di un pensiero, předmluva kardinála T. Bertoneho, Centro Studi Cateriniani, Genova 2004.
- M. De Gioia, L. De Mata, F. Moraglia (coautore di), Quel giorno a Nazareth. Hstorie katolické církve, 20dílný dokumentární seriál pro italskou televizi RAI, Roma 2005.
- F. Moraglia, A. M. Tripodi (a cura di), Rosmini e Newman, un confronto con la modernità, sborník z konference, prezentace kardinála T. Bertoneho, Il Cittadino, Genova 2006.

| Biskup La Spezia–Sarzana–Brugnato | Biskup La Spezia–Sarzana–Brugnato | Biskup La Spezia–Sarzana–Brugnato |
| --------------------------------- | --------------------------------- | --------------------------------- |
| Předchůdce: Bassano Staffieri     | 2007–2012 Francesco Moraglia      | Nástupce: Luigi Ernesto Palletti  |

| 43. patriarcha benátský  | 43. patriarcha benátský    | 43. patriarcha benátský   |
| ------------------------ | -------------------------- | ------------------------- |
| Předchůdce: Angelo Scola | od 2012 Francesco Moraglia | Nástupce: dosud ve funkci |